# Lógica cableada

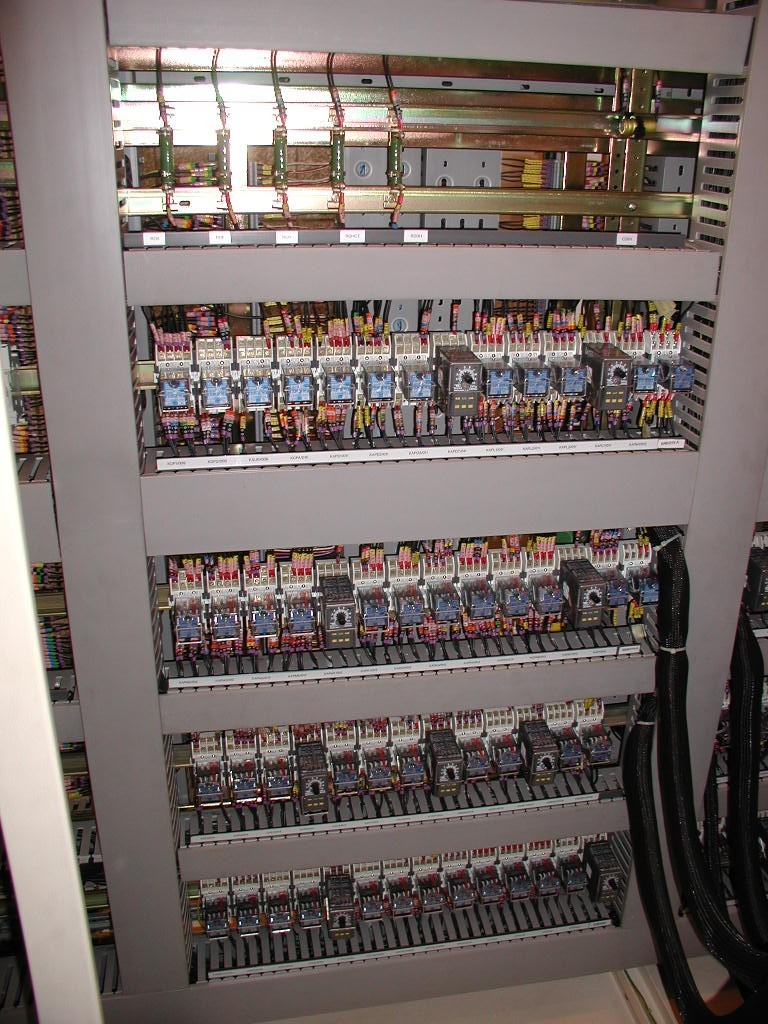
Rack de lógica cableada con relés electromecánicos y relés temporizados electrónicos.

Lógica cableada, sistema cableado, lógica de contactos, es una forma de realizar control semiautomático y/o automático. Se emplean dispositivos físicos, electromecánicos tales como: botoneras, finales de carrera etc, estos corresponden a las entradas del sistema.
A diferencia de los sistemas programados, la estructura de un sistema cableado suele ser rígida y por lo tanto difícilmente modificable. Para desarrollar esquemas, de forma sencilla, es conveniente recurrir al álgebra de Boole.

## Descripción
En la acepción de los técnicos electromecánicos, la lógica cableada industrial es la técnica de diseño de pequeños a complejos autómatas utilizados en plantas industriales, básicamente con relés cableados. En la acepción de los técnicos en telecomunicaciones y en informática, la lógica cableada utiliza compuertas lógicas discretas (TTL, CMOS, HCMOS), para implementar circuitos digitales de comunicaciones y computadores.
La lógica cableada industrial consiste en el diseño de automatismos con circuitos cableados entre contactos auxiliares de relés electromecánicos, contactores de potencia, relés temporizados, diodos, relés de protección, válvulas óleo-hidráulicas o neumáticas y otros componentes. Los cableados incluyen funciones de comando y control, de señalización, de protección y de potencia. La potencia además de circuitos eléctricos comprende a los circuitos neumáticos (mando por aire a presión) u óleo hidráulicos (mando por aceite a presión). Crea automatismos rígidos, capaces de realizar una serie de tareas en forma secuencial, sin posibilidad de cambiar variables y parámetros. Si se ha de realizar otra tarea será necesario realizar un nuevo diseño. Se emplea en automatismos pequeños, o en lugares críticos, donde la seguridad de personas y máquinas, no puede depender de la falla de un programa de computación. 
En sistemas mayores o que requieran una flexibilidad en su funcionamiento, se emplea el autómata programable, entre los que se encuentran los PLC controlador lógico programable, la UTR Unidad Terminal Remota o los relés programables, o computadoras o servidores de uso industrial. Estos autómatas no se programan en lenguajes tradicionales como cualquier computador, se programan por ejemplo en Ladder(escalera), lenguaje en el cual las instrucciones no son otra cosa que líneas de lógica cableada. Así el conocimiento de la lógica cableada es de fundamental importancia para quien programa un autómata programable o PLC. La lógica cableada más que una técnica, hoy en día constituye una filosofía que permite estructurar circuitos en forma ordenada, prolija y segura, sea en circuitos cableados o programados. La práctica de la lógica cableada ha sido asimilada por otras ramas de la tecnología como las telecomunicaciones y la informática, con la introducción del cableado estructurado en edificios, oficinas y locales comerciales, lugares donde es poco usual el manejo de esquemas y dibujos de las instalaciones eléctricas, excepto la de potencia, la elaboración de proyectos de detalle y el cableado en forma ordenada mediante el uso borneras y regletas, que pasaron a llamarse “patcheras” en el caso de las redes de datos y telefonía. 
Los PLCs también pueden programarse, de acuerdo a su marca y modelo, en otros lenguajes como la lista de instrucciones, BDF(bloque de funciones), Grafcet(diagrama funcional)

## Ventajas
La principal ventaja de emplear un sistema de este tipo suele ser su coste de fabricación en aquellos sistemas sin demasiada complejidad o para funcionalidades muy concretas. Esta es la principal causa para la elección entre un sistema cableado o uno programado. En la actualidad tres tecnologías permiten realizar diferentes sistemas cableados: 
- Relés electromagnéticos.
- Módulos lógicos neumáticos.
- Tarjetas o módulos electrónicos.

En determinados casos, un sistema cableado puede tener un tiempo de reacción (tiempo de retardo) ante una señal de entrada muy bajo (del orden de nanosegundos), debido a que el retardo viene impuesto por el propio retardo físico de los componentes electrónicos. Esto lo hace la única solución factible para sistemas con un tiempo crítico de reacción.

## fotos

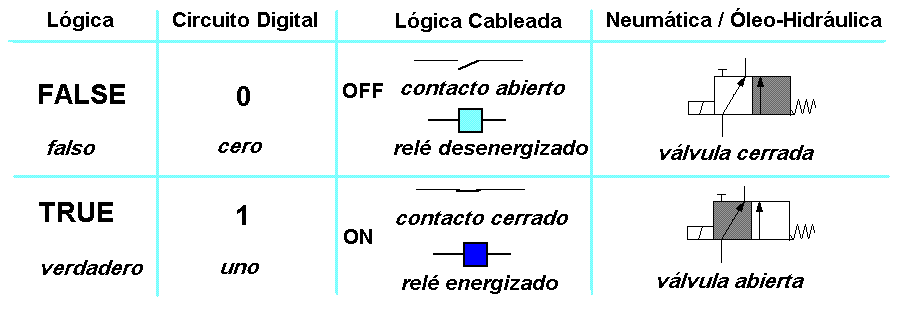
Variables lógicas empleadas en lógica cableada en comparación con la lógica, circuitos digitales, neumática y óleo-hidráulica.
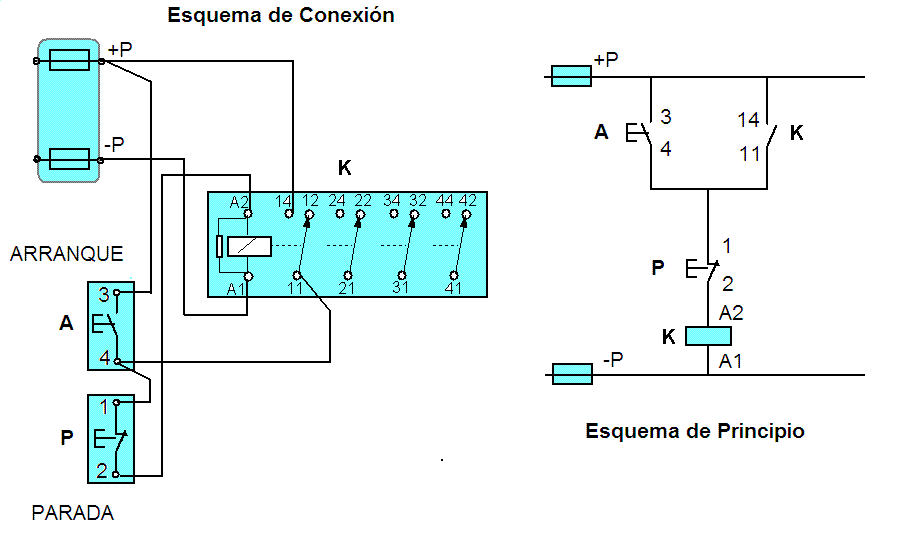
Diferentes formas de representar un esquema eléctrico; el esquema de conexiones y el esquema de principio.
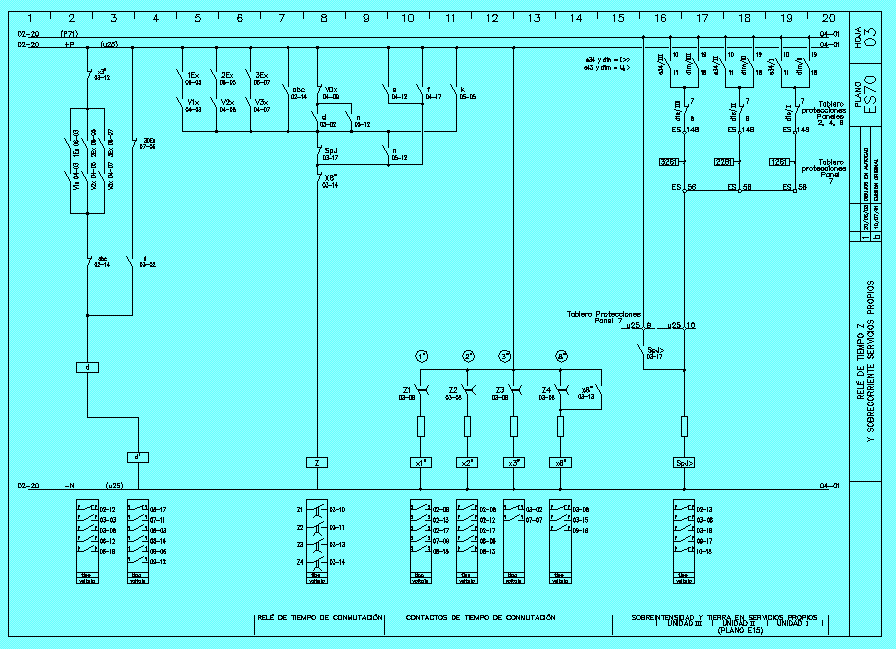
Esquema de Principio típico de un cableado de comando y control.
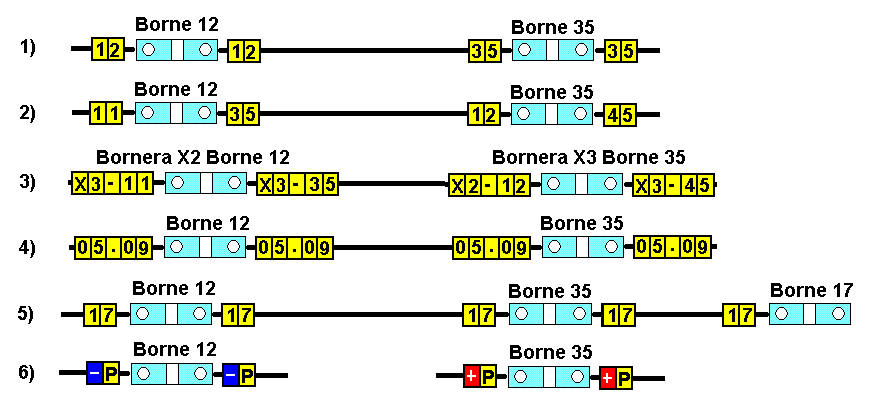
Ejemplos de diferentes formas de identificar un cableado de lógica cableada.
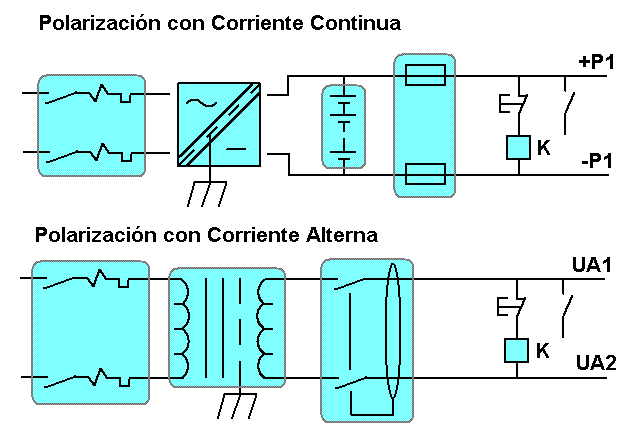
Formación de polaridad de mando en un circuito de lógica cableada; polarización con corriente continua y polarización con corriente alterna.
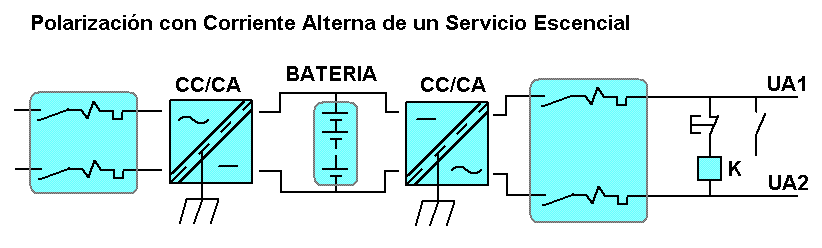
Formación de polaridad de mando en un circuito de lógica cableada de un servicio esencial, donde no puede detenerse el servicio en caso de corte de energía.
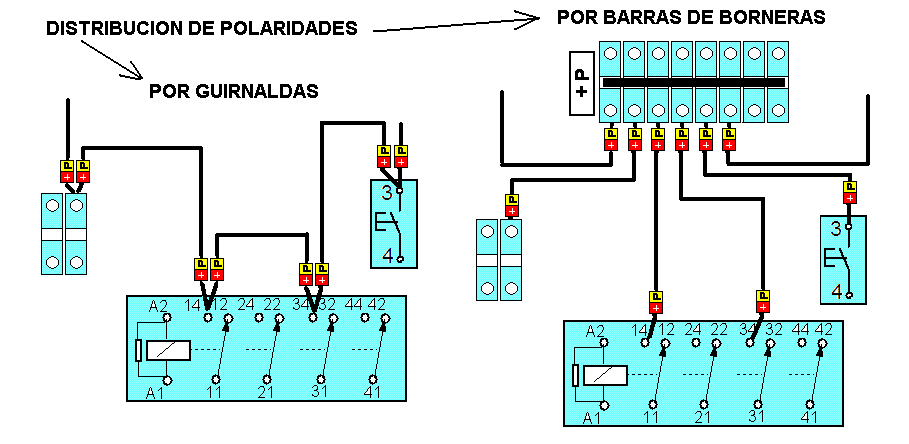
Distribución de polaridad positiva +P por medio de una guirnalda, y distribución por medio de una barra de polaridad construida con un bloque de borneras en puente.
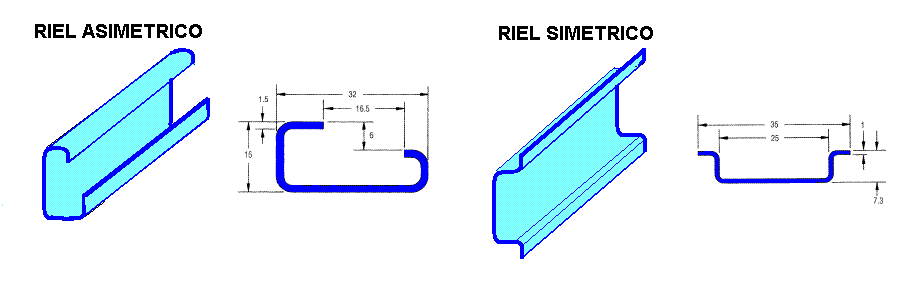
Las borneas y relés en general, van montados sobre rieles, existiendo dos tipos básicos; el asimétrico y simétrico, también conocido como riel omega.
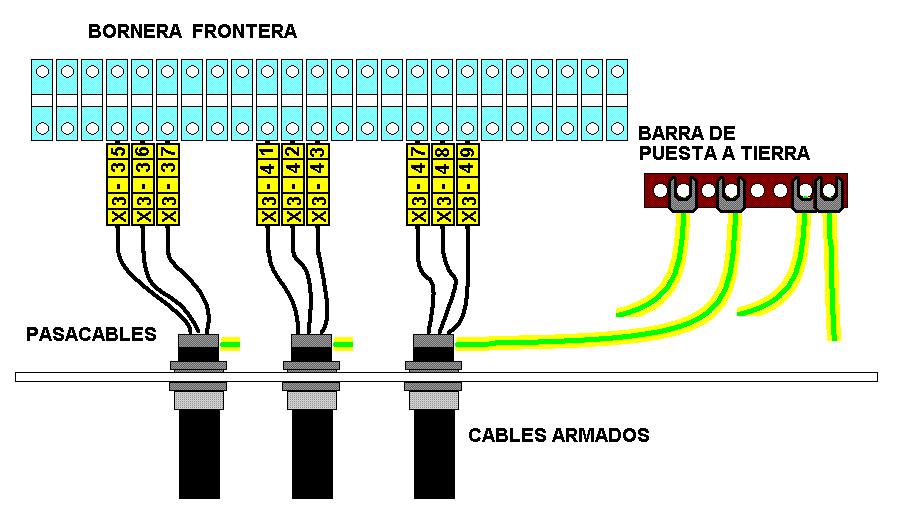
Bornera frontera de llegada de los cables armados al gabinete que contiene la lógica cableada.
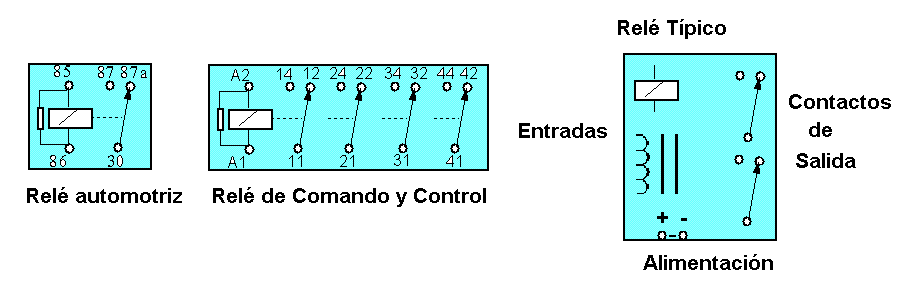
La denominación relé comprende, además del relé electromecánico, a todo dispositivo eléctrico o electrónico con entradas analógicas o digitales, y con una o más salidas por contactos secos.
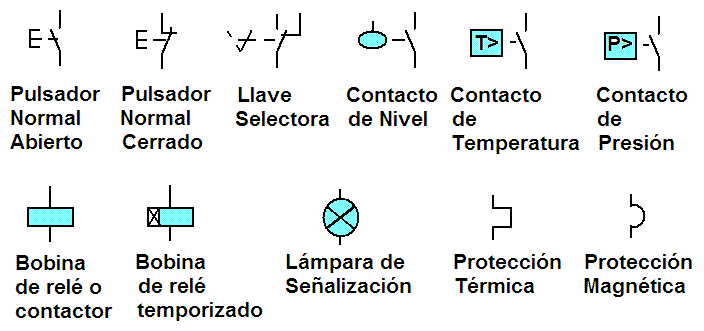
Elementos o componentes básicos utilizados en lógica cableada.
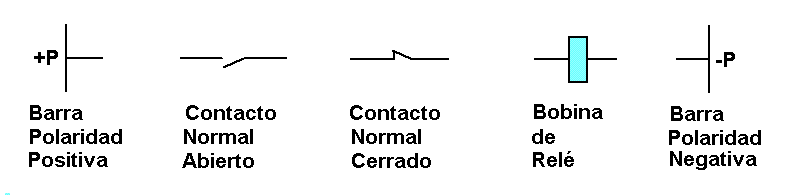
Una de las formas de dibujar los contactos normal abierto, normal cerrado y la bobina de relé, y polaridad. En este caso se muestran los dibujos de acuerdo a normas europeas items.
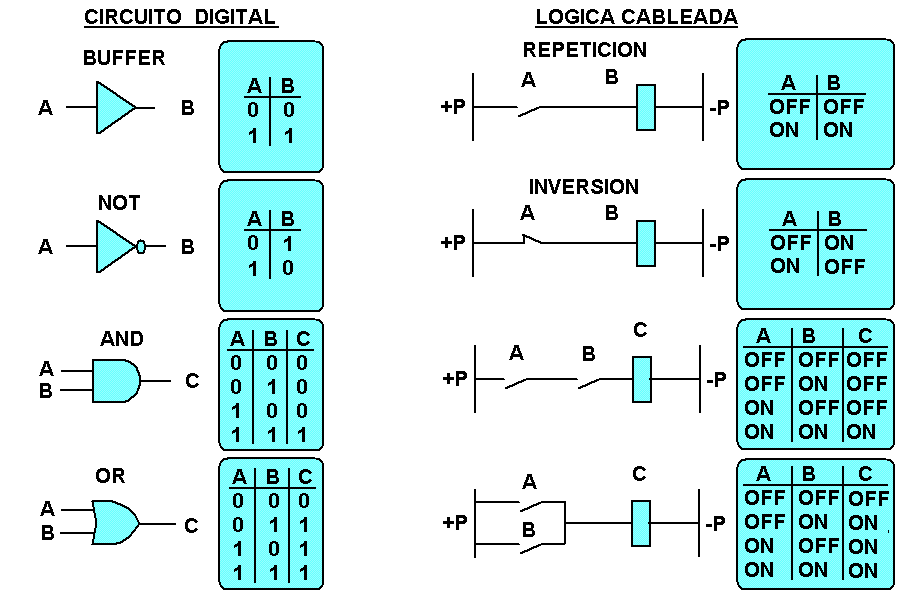
Las funciones lógicas empleadas en lógica cableada son las mismas que las utilizadas por en la electrónica digital o de compuertas lógicas.
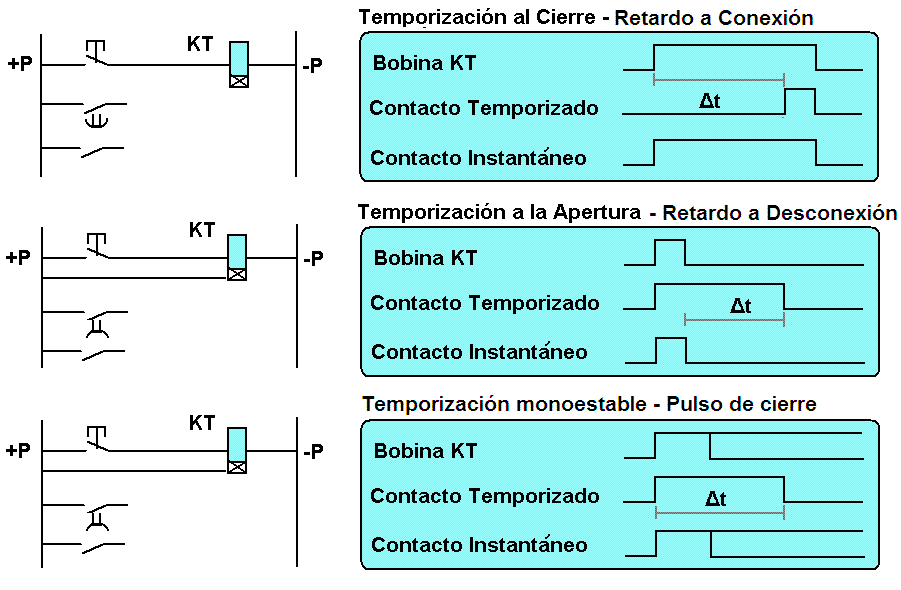
Existen muchas funciones de tiempo o de temporización, pero tres de ellas son las más conocidas, la temporización al cierre, a la apertura y pulso o monoestable.
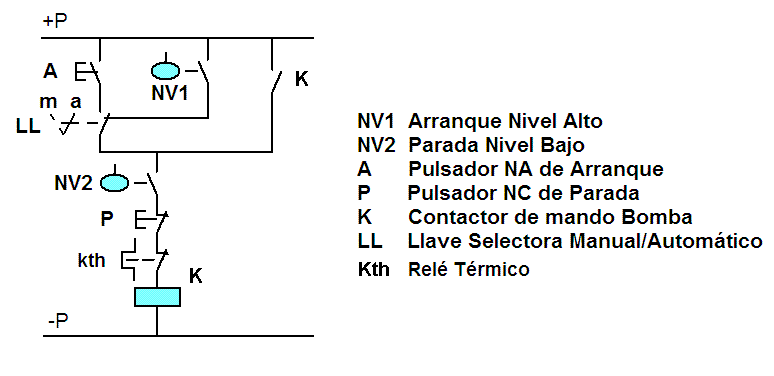
Todo circuito automático siempre cuenta con un mando manual para prueba, mantenimiento y emergencias. La selección se realiza con una llave selectora Manual-Automático.
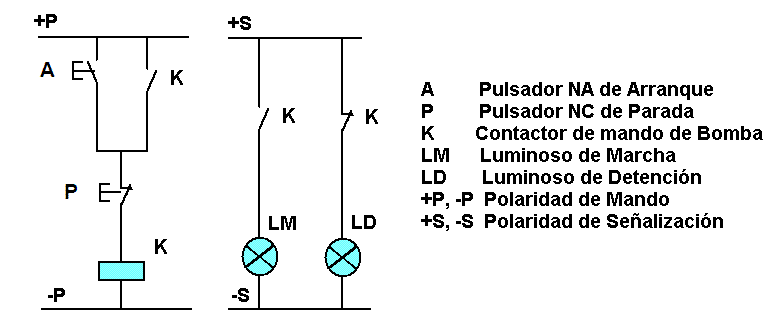
La señalización de estados y alarmas se realiza con luminosos o lámparas de señalización. La señalización se polariza con una polaridad independiente de la de mando, a los efectos de evitar inconvenientes en el mando en caso de falla de un luminoso.
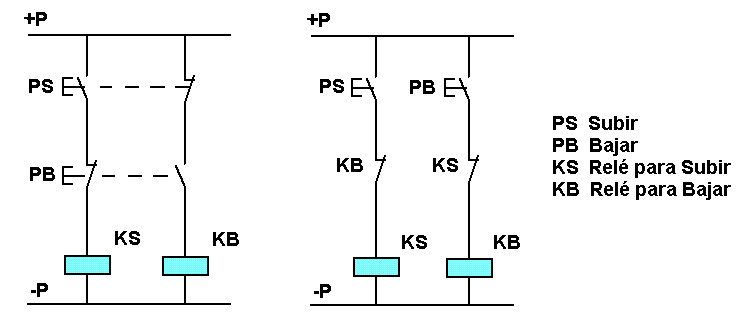
Un enclavamiento evita que mandos contradictorios puedan accionarse al mismo tiempo. Existen diversas formas de resolverlos, dos de ellas son el enclavamiento entre pulsadores, otra es entre las bobinas de mando de los relés o contactores.
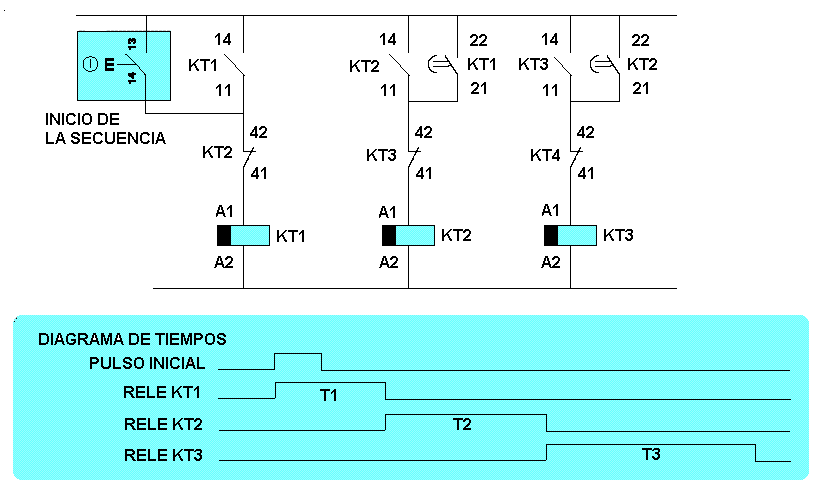
Ejemplo de comando secuencial con estados 1, 2, 3,..., accionados inicialmente por un pulsador.
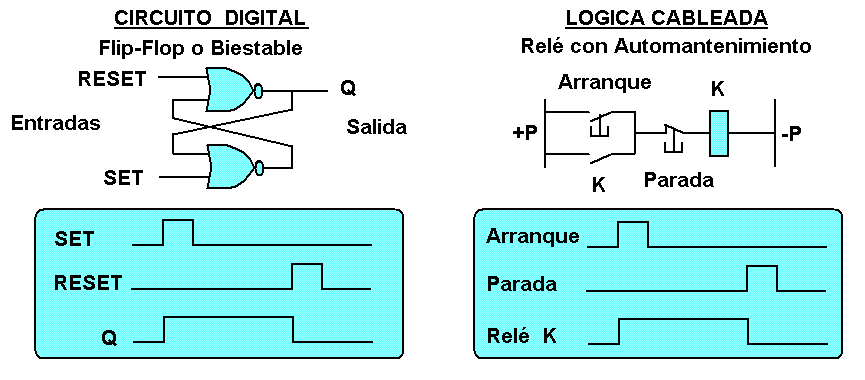
La función auto-mantenimiento de la lógica cableada guarda similitud con el slip-flop o bi-estable de la electrónica digital.
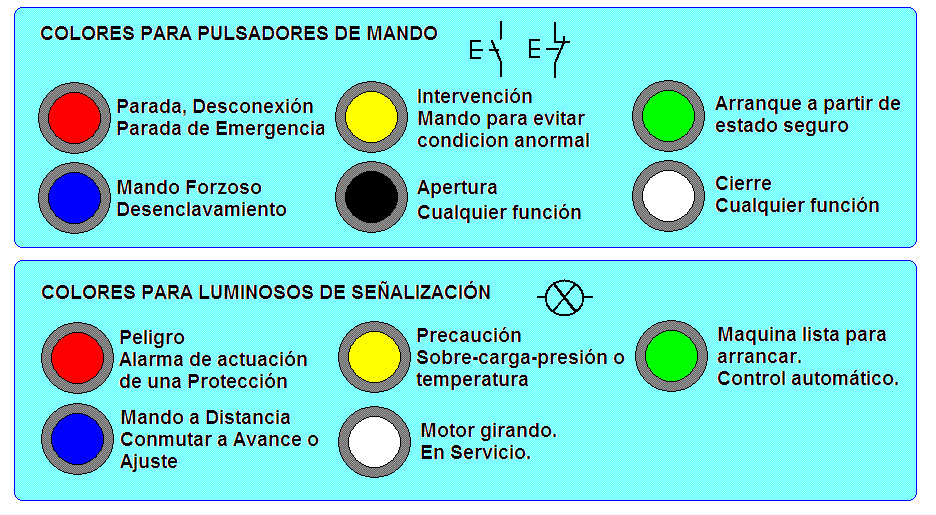
Los colores de los pulsadores de mando, y los luminosos de estados y alarma, son elegidos de acuerdo a normas internacionales como la CEI 73.